# Конёк (хребет)

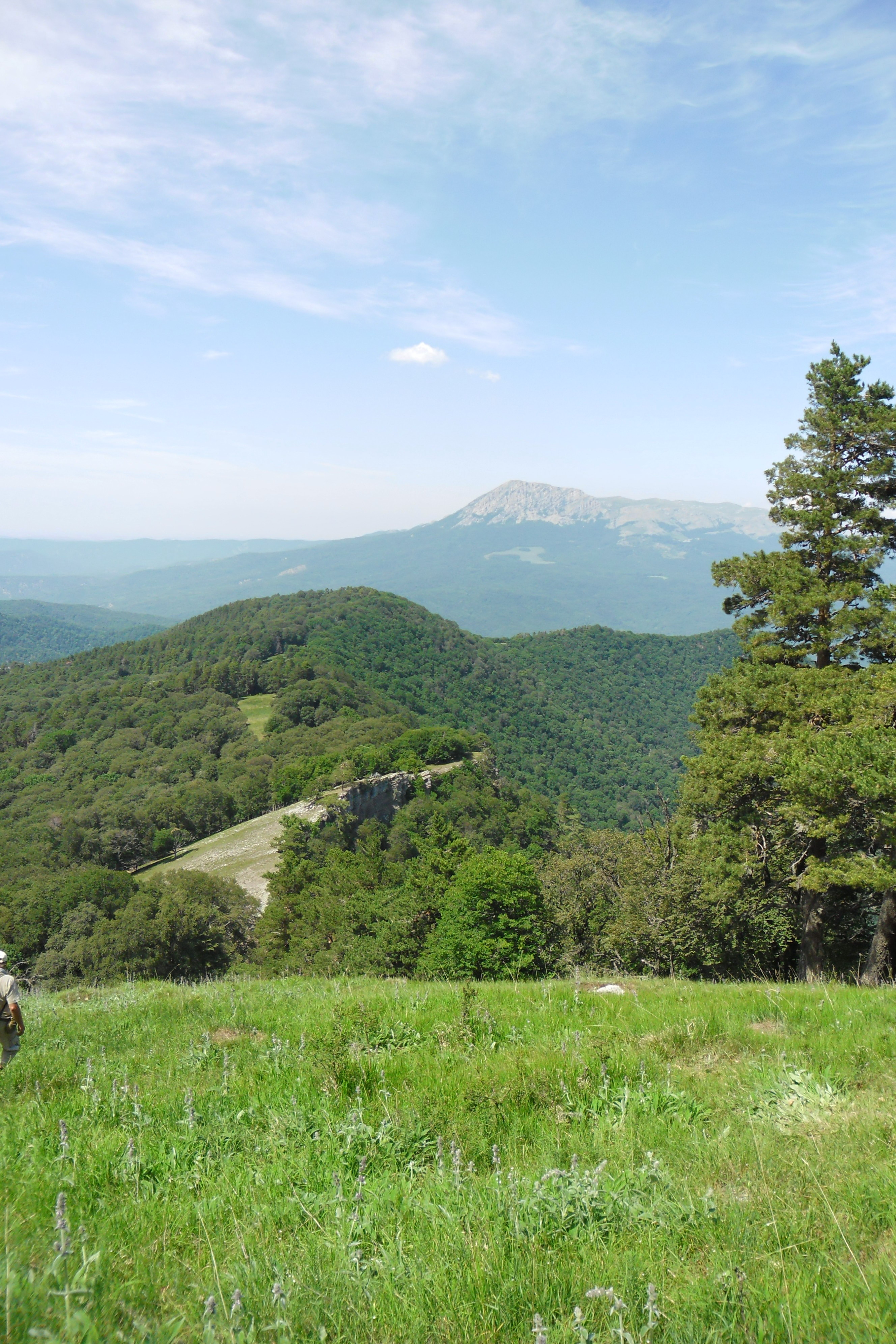
Хребет Конек. Фотография c Бабуган-яйлы. На дальнем плане справа — Чатыр-Даг.

Хребет Конек на карте района Бабуган-яйлы

Конёк, Караджухан, Монастырский — горный хребет в Крыму между Бабуган-яйлой и Чатыр-Дагом.

## Описание
Имеет волнистые очертания, порос лесом, восточный склон круче, на гребне поляны. Соединяет Бабуган-яйлу с отрогом массива Чатыр-Даг, постепенно снижаясь на юго-восток до горы Агис-Хыр. На хребте расположен перевал Кебит-Богаз, 590 метров над уровнем моря. На восток от хребта Конька в ущелье Яман-Дере на реке Узень-Баш — водопад Головкинского.

## История
Через перевал хребта в 1910-1913 годах была проложена шоссейная дорога к местам царской охоты (домику Александра III) и Космо-Дамиановскому монастырю. Романовское шоссе в настоящее время дорога 35К-001, P-34 или Т-0109. Вблизи — Космо-Дамиановский монастырь и кордоны Крымского заповедника. Хребет упомянут как ориентир в Путеводителе по Крыму под редакцией К. Ю. Бумбера и др. Симферополь, 1914 года.
На перевале Кебит-Богаз хребта Конёк (Караджухан) установлена памятная стела партизанским соединениям и отрядам Крыма, разведгруппам НКВД и авиаторам, которые боролись в 1941-1944 годах на территории Крымского заповедника.

## Галерея

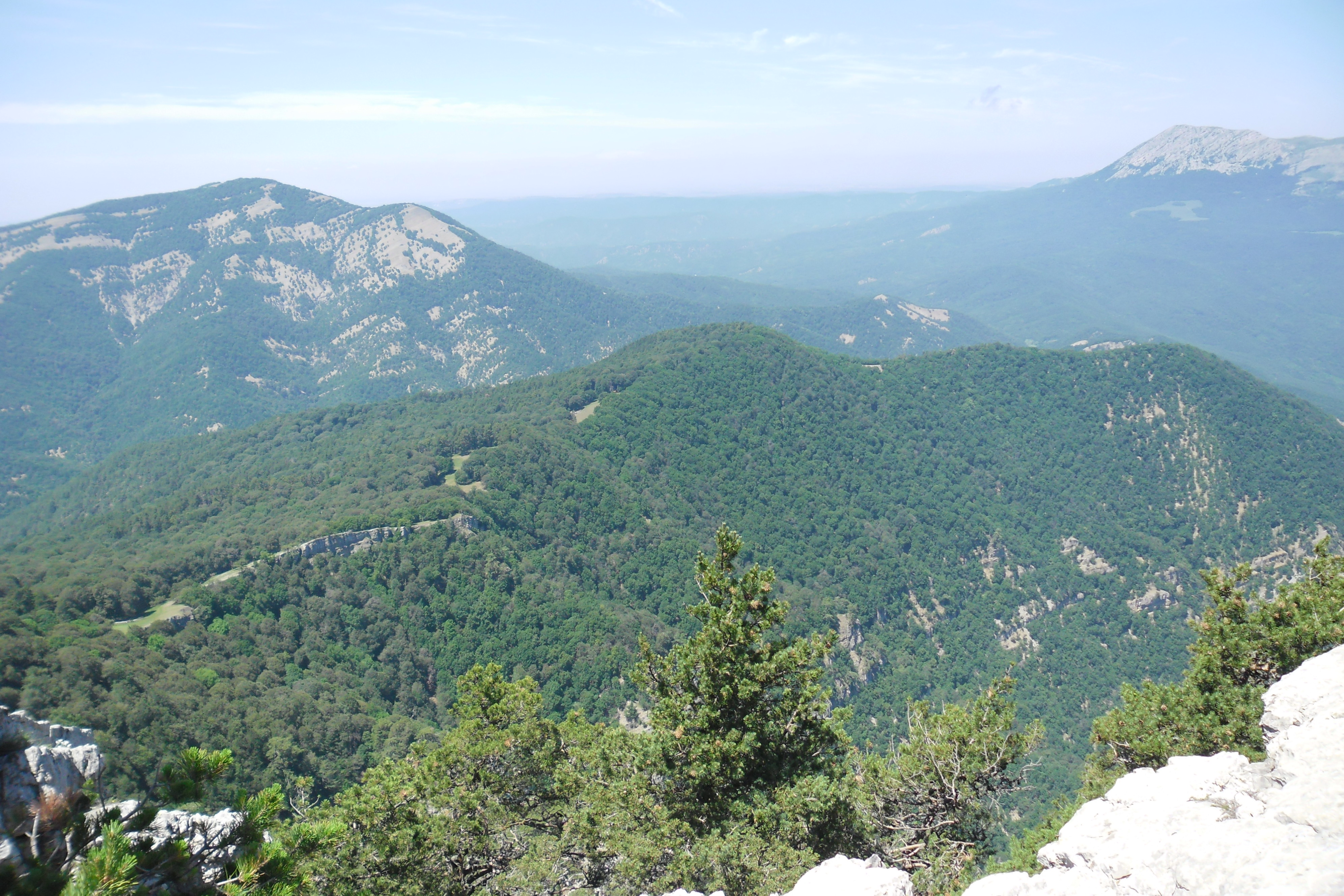
Хребет Конек. Слева — хребет Синап-Даг. Справа вдали — Чатыр-Даг.
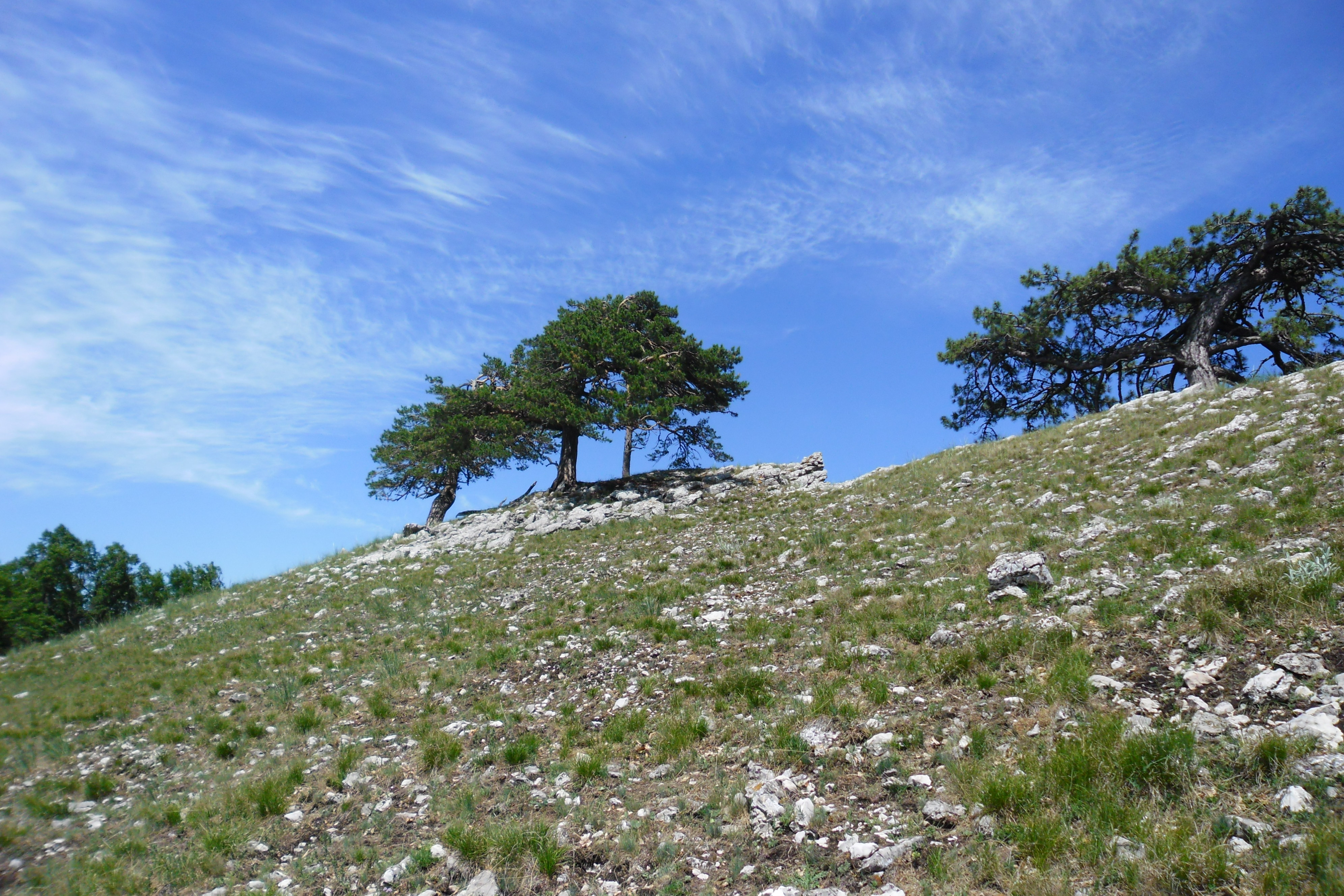
Южная скалистая часть горного хребта Конек.
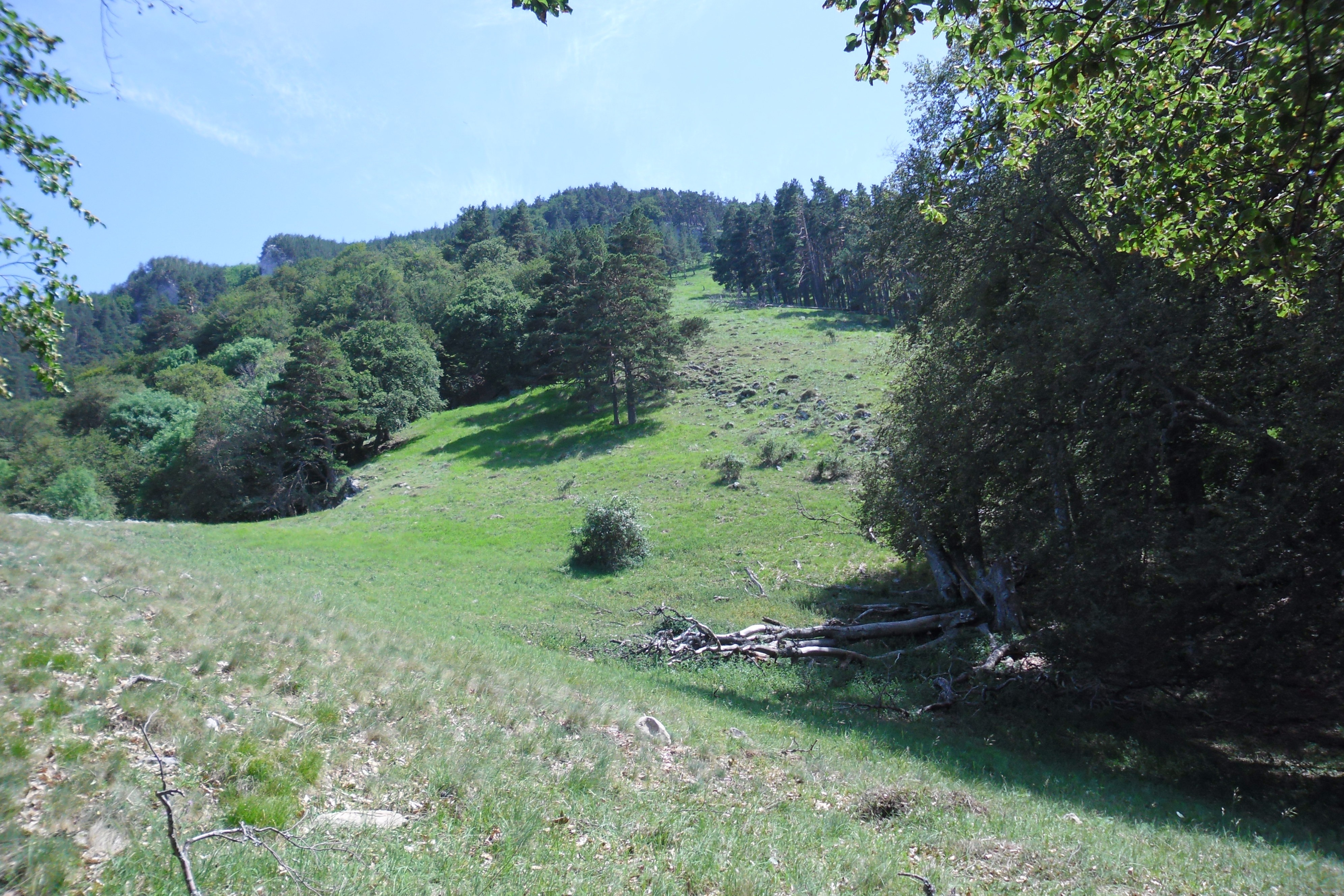
Подъем с хребта Конек на Бабуган-яйлу (тропа по поляне вверх).
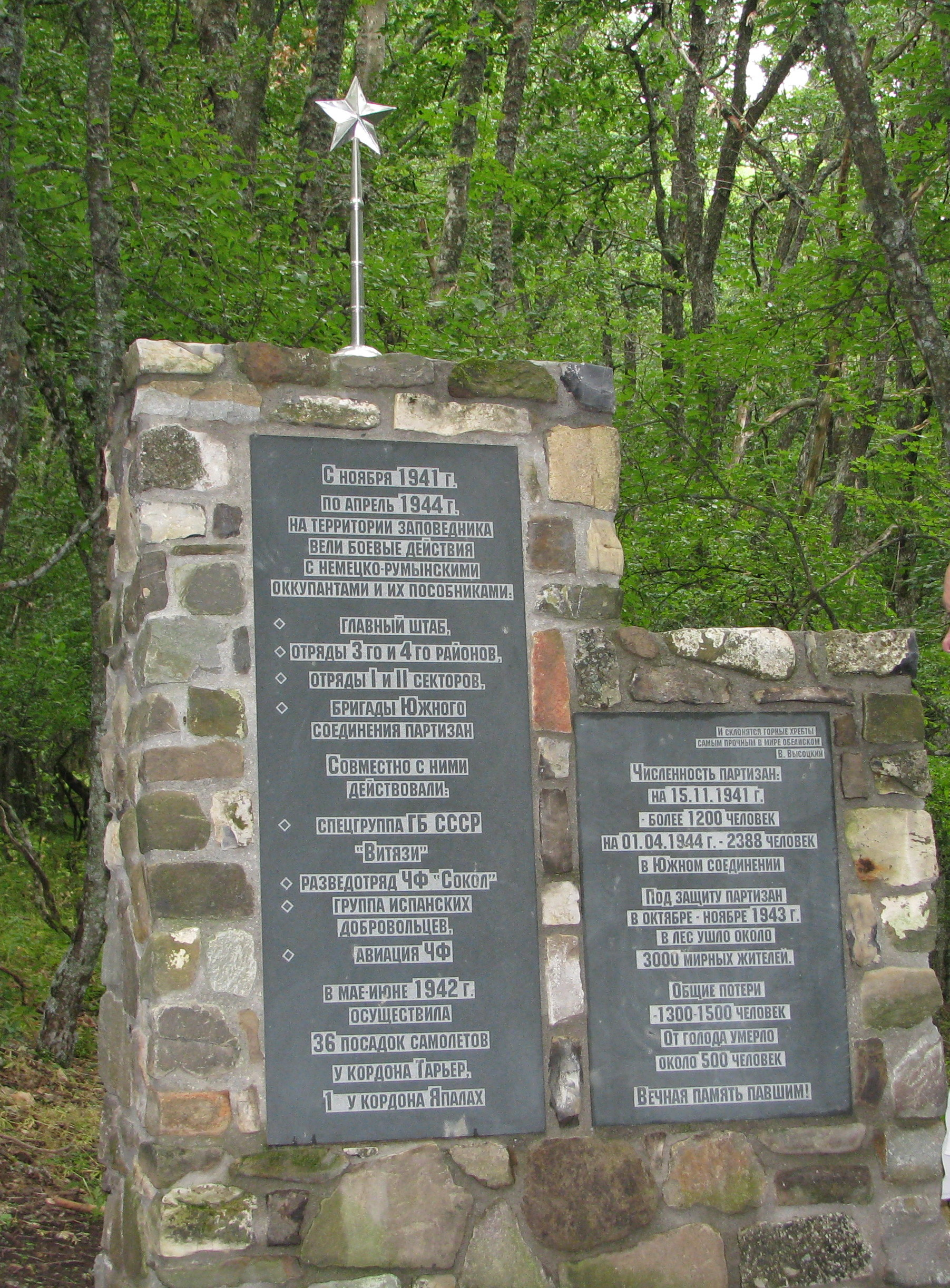
Стела памяти крымских партизан у въезда в Крымский заповедник на перевале Кебит-Багаз, хребет Конёк